# Chiesa di San Glisente
La chiesa di San Glisente si trova nel territorio del comune di Berzo Inferiore, in Val Camonica, provincia di Brescia.

## Storia e descrizione
La chiesa è adagiata ad alta quota (quasi 2.000 m s.l.m.).
La prima attestazione della chiesa risale al 1222, in un documento conservato nella parrocchia di Esine. L'attuale aspetto si deve ad una ricostruzione del XV secolo.
San Carlo Borromeo visitò l'edificio durante la sua visita pastorale in valle Camonica nel 1580.
Presenta in facciata un rustico e asimmetrico profilo a capanna.
Al di sotto della struttura è presente una cripta di stile romanico di notevole interesse; vi si accede da un lungo e stretto cunicolo. La leggenda vuole che in questo luogo vivesse san Glisente.

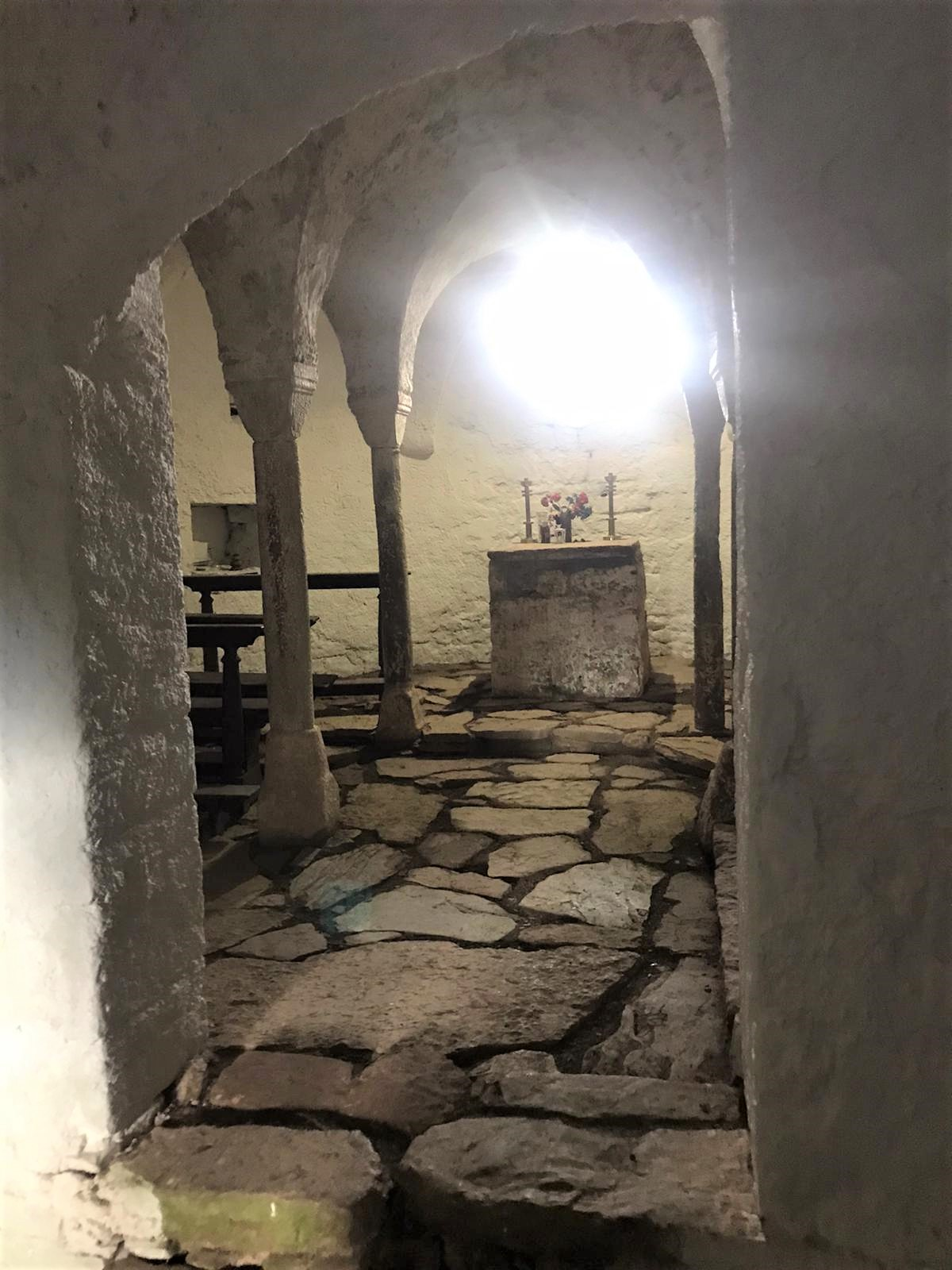
Cripta san Glisente